# کوآکاتا
کوآکاتا (به لاتین: Kuakata) یک منطقهٔ مسکونی در بنگلادش است که در ناحیه پتوکالی واقع شده‌است.